# Robert Finn (biskup)
Robert William Finn (ur. 2 kwietnia 1953 r. w Saint Louis) – biskup katolicki, ordynariusz diecezji Kansas City-Saint Joseph w stanie Missouri w Stanach Zjednoczonych w latach 2005-2015.

## Życiorys
Ukończył archidiecezjalne seminarium duchowne i Angelicum w Rzymie.
Święcenia otrzymał 7 lipca 1979 i został prezbiterem archidiecezji Saint Louis. Zajmował się pracą duszpasterską, wykładał w średnich szkołach katolickich, był redaktorem gazety kościelnej "The St. Louis Reviev". W 2003 otrzymał tytuł kapelana Jego Świątobliwości.
9 marca 2004 prekonizowany koadiutorem z prawem następstwa dla diecezji Kansas City-St. Joseph, sakrę biskupią otrzymał 3 maja 2004 w katedrze Niepokalanego Poczęcia NMP w Kansas City. Po rocznym stażu kandydackim, w styczniu 2005 został przyjęty w poczet członków Opus Dei. Należy również do Rycerzy Kolumba. 24 maja 2005 został ordynariuszem, zastępując bpa Raymonda Jamesa Bolanda.
W październiku 2011 został postawiony w akt oskarżenia w związku z zaniechaniem powiadomienia władz o pornografii dziecięcej na komputerze podległego mu księdza, co uczyniło go pierwszym biskupem w USA formalnie oskarżonym o zaniechania związane z przestępstwami seksualnymi wobec dzieci.
21 kwietnia 2015 papież Franciszek przyjął jego rezygnację z pełnionego urzędu, złożoną zgodnie z kanonem 401 § 2.